# Zarzaitine
Zarzaitine (também escrito Zarzaïtine) é uma vila industrial localizada na comuna de In Amenas, no distrito de In Amenas, província de Illizi, leste da Argélia. É uma notável área de mineração, com depósitos significativos de enxofre e petróleo bruto em particular.

## Geografia
Zarzaitine é uma cidade fronteiriça entre a Argélia e Líbia, localizada apenas ao nordeste de In Amenas. A Trapsa Oil Pipeline se conecta a Edjeleh, que está localizada cerca de 48 quilômetros (30 milhas) ao sul. Aeroporto de In Amenas está nas proximidades, também conhecido como Aeroporto de Zarzaitine. Geologicamente, esta área é conhecida como a Formação Zarzaitine, consistindo principalmente de arenito vermelho-marrom, e ossos de dinossauros datados do Triássico tenham sidos desenterrados aqui. A formação Zarzantine (Triássico) é encontrada na Bacia de Murzuque. A formação é relatada para ser 130 metros (430 pés) de espessura, que reduz 90 metros (300 pés) de espessura em direção ao sul devido a ação erosiva. Campo de petróleo de Zarzaitine está localizado na bacia do sudeste de Illizi.

## História
O nome Zarzaitine foi dado a esta formação por Albert-Félix de Lapparent e Maurice Lelubre, em 1948. A produção de petróleo e gás decolou drasticamente na década de 1960, se tornando local mais produtiva do CREP, e em 1962 apenas doze poços foram perfurados em Zarzaitine. No ano de 1961, Zarzaitine foi considerado o maior campo de petróleo do Saara oriental, com reservas primárias de oitenta milhões de toneladas. No século XXI, ainda é um local importante
de petróleo na Argélia; em 2002, a empresa chinesa, Sinopec, assinou um contrato de 525 milhões de dólares com a empresa petrolífera nacional argelina, Sonatrach, para desenvolver o campo de petróleo de Zarzaitine. Estima-se que a Argélia produz anualmente 2 milhões de toneladas de cru neste campo de petróleo.